# Batalla de l'Àl·lia
La batalla de Àl·lia va ser una batalla esdevinguda durant la primera invasió gal·la d'Itàlia. La batalla va tenir lloc prop del riu Allia i va acabar en una derrota de l'exèrcit de Roma. La derrota va portar al posterior saqueig de Roma pels gals. Segons les versions, la batalla va poder tenir lloc l'any 390 aC o el 387 aC.

## Antecedents
Abans de la batalla, els gals van envair la província etrusca de Siena i van atacar Clúsium. Els clusians, desbordats per la grandària de l'exèrcit enemic i per la seva ferocitat, van demanar ajuda a Roma, encara que no eren amics ni aliats. Roma, per la seva banda, debilitada per guerres recents, va enviar una delegació per investigar la situació.
Les negociacions amb els gals es van trencar, i Quint Fabi, membre d'una poderosa família patrícia, va matar un dels líders gals. Els gals van exigir que la família Fàbia els fos lliurada per a executar-la, però els romans no tan sols s'hi van negar sinó que, segons Titus Livi: 
| « | Aquells que haurien d'haver estat castigats van ser elegits en el seu lloc per a l'any següent com tribuns militars amb poders consulars (el rang més alt que es podia aconseguir). | » |

Els enfurismats gals van declarar la guerra als romans per venjar-se de l'insult que havien rebut, el que es va plasmar en la batalla d'Àl·lia i en el posterior saqueig de Roma.

## El desastre romà
D'acord amb la cronologia tradicional establerta per Marc Terenci Varró, la batalla hauria tingut lloc el 18 de juliol de 390 aC, encara que avui en dia s'estima que la data més plausible seria l'any 387 aC Es van enfrontar 40.000 romans sota el comandament de Quint Sulpici Llong contra els sènons, una tribu gal·la que havia de ser semblant en nombre, comandada per Brennus. Els romans, amb sis legions, es van assentar en el riu Allia per a poder vigilar l'avanç dels sènons cap a Roma.
L'exèrcit romà de l'època era molt similar a una falange grega, amb un desplegament tàctic semblant. Es col·locarien els hoplites pesats al centre (que serien, per la seva banda, els ciutadans romans més benestants) i estenent en els flancs amb ciutadans més pobres i pitjor equipats (cada soldat havia d'aportar el seu propi equipament per a la guerra). Quan els gals van atacar, els flancs romans van retrocedir i van deixar exposat al centre de la formació per a ser envoltada i massacrada. Molts dels ciutadans més grans formaven al centre i serien trobats a faltar en la calamitat que sobrevindria després.

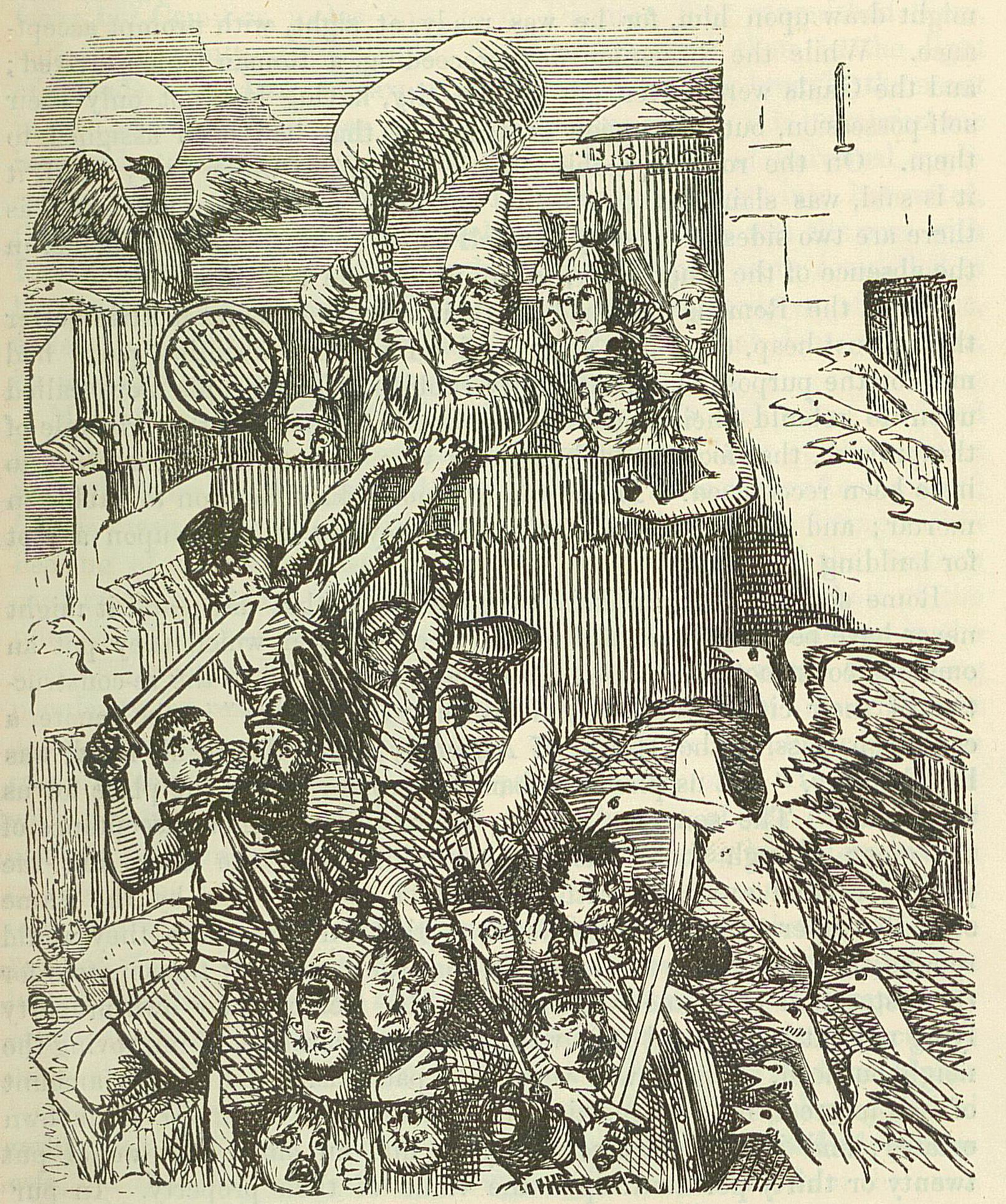
El Capitoli salvat pel clacar de les oques. The Comic History of Rome, Gilbert Abbott A. Beckett.

Els romanents de les legions van fugir de tornada a Roma en estat de pànic. Titus Livi comenta que "tots van córrer a Roma i es van refugiar al Capitoli sense abans tancar les portes." Els ciutadans es van refugiar i es van fer forts al turó del Capitoli on els gals van intentar sense èxit, un atac frontal, que es va aturar a mig camí del turó gràcies a la ràpida reacció romana. Més tard, en una càrrega directa, els gals van patir moltes més baixes.
En aquells dies els soldats romans de Veiis necessitaven enviar un missatge al Senat per poder reinstaurar a Marc Furi Camil com dictador i general, de manera que un missatger va escalar un penya-segat que els gals no vigilaven. El missatger va partir amb l'aprovació del Senat, però els gals es van adonar d'aquest camí cap a la turó. Segons la llegenda, Marc Manli Capitolí va ser alertat de l'atac dels gals per l'oca sagrada de Juno.
La resta de la ciutat fou saquejada i gairebé tots els escrits romans van ser destruïts. Com a resultat, tota la història romana anterior a aquesta data és probablement més llegenda que història. Marc Furi Camil hauria arribat amb un exèrcit d'alliberament, si bé això podria ser propaganda romana per ajudar a superar la humiliació de la derrota. Els gals podrien no estar preparats per a un setge, i una epidèmia haver propagat entre ells com a resultat de no enterrar els morts. Brennus i els romans van acabar negociant un final del setge quan els romans van acceptar pagar unes mil lliures d'or.
Segons els relats, i per afegir l'insult a la injúria, es diu que es va descobrir que Brennus feia servir pesos falsejats per mesurar l'or. Quan els romans es van queixar, es diu que Brennus va exclamar «Vae Victis » («¡ Ai dels derrotats!»). En aquest moment seria quan Marc Furi Camil va arribar a Roma amb l'exèrcit i contestaria «Non aurum, set ferro, recuperanda est patriae» («no és or, sinó l'acer, el que recupera la pàtria", atacant i derrotant els gals»).

## Recuperació i reformes
Al voltant de la ciutat s'havien construït les muralles Servianes, que, en tot cas, no van aconseguir aturar la invasió.
Els romans també van començar a reestructurar la seva organització militar. Van cessar en l'ús de l'estil de la falange grega i van adoptar una millor armadura, reemplaçant el casc de bronze per un de ferro que permetia rebutjar millor els atacs amb espases.
Més tard, després de les derrotes romans a la Segona guerra samnita i adonant-se de la necessitat d'una major flexibilitat en la formació, la legió va ser reorganitzada en tres línies principals de soldats: els hastats al front, els princeps en el medi, i els triaris a la rereguarda. Els homes que hagueren estat lluitant a la legió fins a dos anys formaven part del rang dels vèlits, a la part més avançada de l'exèrcit, i la seva tasca era llançar javelines a l'enemic per després retirar-se. Els homes més experimentats lluitarien en els següents rangs amb espases curtes i un escut. Finalment els més veterans, els triaris, estarien en la part més endarrerida i anirien armats a l'estil hoplita.
Amb això, els romans van crear un exèrcit que ensenyava als seus propis homes. Es podia introduir els joves vèlits a poc a poc en l'art de la guerra minimitzant alhora la probabilitat de mort dels novells.
La derrota davant dels gals va suposar l'última vegada que la ciutat de Roma seria capturada per forces estrangeres fins als darrers dies de l'Imperi Romà, set segles més tard. Tanmateix, aquesta catàstrofe va romandre en la memòria de Roma durant generacions i cada any, en l'aniversari del saqueig, els gossos guardians eren crucificats al Turó del Capitoli com a càstig de la seva negligència en alertar la gent de Roma de la incursió gal·la. Les oques del Capitoli, per la seva banda, i en reconeixement del fet que havien estat l'única advertència de l'atac, eren portades a veure l'espectacle en coixins de color porpra.